# Nairobi Challenger 1982
Il Nairobi Challenger 1982 è stato un torneo di tennis facente parte della categoria ATP Challenger Series nell'ambito dell'ATP Challenger Series 1982. Il torneo si è giocato a Nairobi in Kenya dall'8 al 14 febbraio 1982 su campi in terra rossa.

## Vincitori

### Singolare
Haroon Ismail ha battuto in finale  Egan Adams con il punteggio di 1–6, 6–1, 6–3

### Doppio
Drew Gitlin /  Jan Kodeš hanno battuto in finale  Bernhard Pils /  Helmar Stiegler con il punteggio di 6–4, 3–6, 6–3